# Mirakelspel

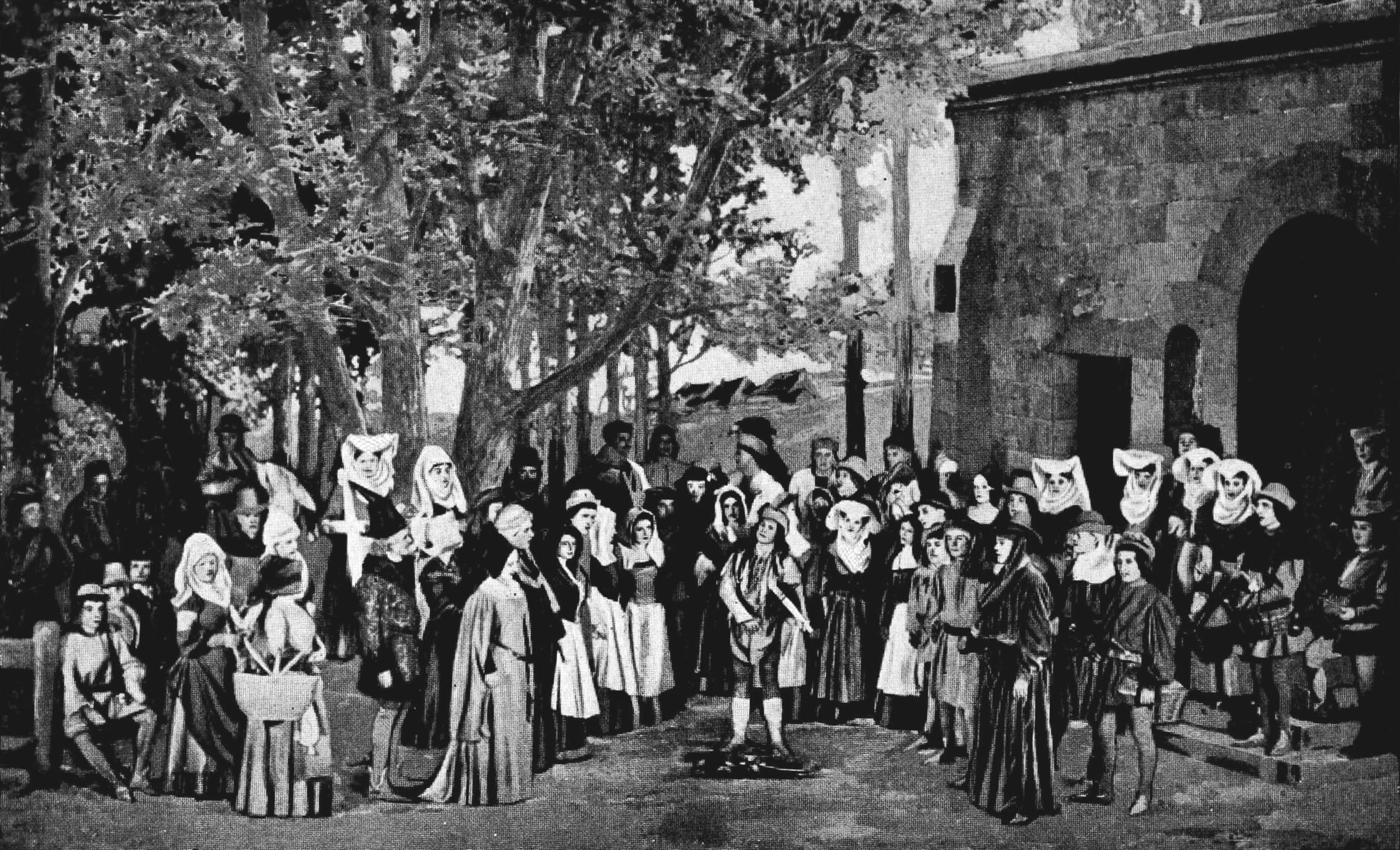
De jongleur van Onze Lieve Vrouwe, opera van 1917 naar een middeleeuws mirakelstuk

Het mirakelspel is een laat-middeleeuwse of vroegmoderne vorm van straattheater, voortgekomen uit het liturgisch drama toen dat in de kerk niet meer werd geduld. Doel is het overbrengen van geloofswaarheden, door visuele uitbeelding van het alledaagse leven in zijn meest dramatische aspecten, waarin Maria of een andere heilige uitkomst brengt door middel van een wonder. huizen en straten vormen het decor van de toneelstukken. Uit overgeleverde teksten blijkt dat er veel gebruikgemaakt werd van theatrale effecten om bijvoorbeeld aardbevingen en branden zo realistisch mogelijk weer te geven.
Er zijn diverse Duitse, Franse en Engelse mirakelspelen bekend. In het Nederlands is Mariken van Nieumeghen (uit het begin van de 16e eeuw) het bekendste voorbeeld.

## Ontstaan
In de middeleeuwen verzet de christelijke kerk zich aanvankelijk heftig tegen volksvermaak en straatkunsten. Ze vindt dat te uitbundig, en is van mening dat het afleidt van het ware geloof. In de loop van de late middeleeuwen vermindert dit kerkelijk verzet tegen volksvermaak, en steeds vaker worden straatmuzikanten en toneelspelers ingezet bij vieringen en processies van de kerk. Hierdoor worden deze vieringen ook aantrekkelijker voor de stadsbewoners, die er behoefte aan hadden op een meer herkenbare manier uitdrukking te geven aan hun geloof. Vieringen volgens de gregoriaanse regels waren a capella en in het Latijn. Voor de gemiddelde burger was dit te saai en te abstract.

In eerste instantie worden volksmuziek en theater in de kerk ingezet bij de liturgievieringen, de zogenoemde liturgische drama's. Als hiertegen verzet groeit vanuit de kerk omdat het te uitbundig wordt gevonden verplaatsen de spelen zich naar pleinen en straten buiten de kerk. Zo ontstaan de mirakelspelen.